# 臺南市立棒球場
臺南市立棒球場是臺灣的一座棒球場，坐落於臺南市南區的臺南運動公園內，與臺南市立體育場為鄰。

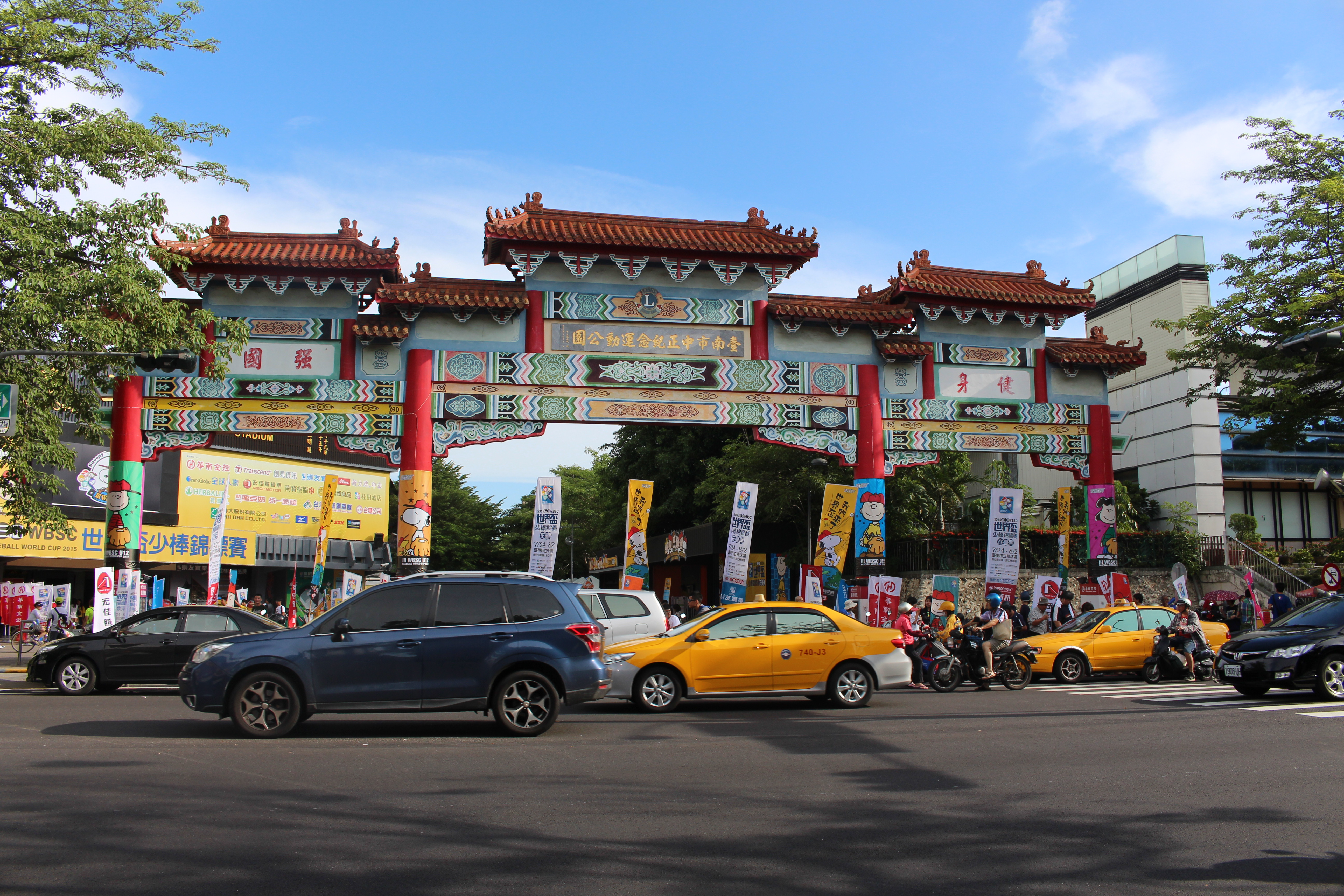
臺南市立棒球場位於臺南市中正紀念運動公園內

臺南市立棒球場在臺灣有明顯主場特色，為中華職棒統一7-ELEVEn獅隊的主場。過去，台灣大聯盟的嘉南勇士隊亦偶爾利用此球場作為主場。

## 介紹
早年台南球場的外野看臺較低，因此每次重要比賽結束後，總有許多激動的球迷自動跳下外野看臺，造成場面一片混亂。目前台南球場外野看臺已作適度提高，球迷跳入鬧場情形已不復見。台南球場的夜間照明設備過亮，有時會造成跳電停電。另外台南球場位於台南機場起降航線上，建築物高度受到管制，不得不將燈柱高度壓低，選手擊出的球容易打到燈柱且形成逆光之情形，造成球迷看球或選手比賽時的困擾。

## 球場的整建
台南球場曾於1970年、1978年加裝人工草皮，1992年加裝夜間照明設備；1995年增建外野第二層看台與內野無障礙電梯。2001年因外野全壘打牆僅為380英尺（116公尺），而錯失成為2001年世界盃棒球賽的比賽場地；兩年後因台南市政府爭取到第二屆世界大學棒球錦標賽的主辦權，由統一獅撥款整修為國際標準的400英尺（120），並配合南市府與體委會的整修經費，增建懸臂式屋頂與LED大螢幕，成為台灣第4個擁有大螢幕的棒球場，並拆除紅土網球場與停車場、改建為體育之心廣場。加上統一企業於1999年、2004年的長期認養維護下，台南球場在中華職棒比賽中所扮演的角色愈來愈重要。

## 基本資料
- 觀眾席數：12000席
- 左外野：339英尺（103）
- 中外野：400英尺（120）
- 右外野：339英尺（103）

### 重要日期
- 中華職棒首戰：1990年4月21日（三商虎10：0統一獅）
- 中華職棒明星賽：1992年、1996年、2007年
- 中華職棒季後賽：1998年、1999年、2005年、2006年、2007年、2017年、2018年、2023年、2024年
- 中華職棒總冠軍賽（台灣大賽）：1993年、1996年、1997年、2000年、2001年、2004年、2006年、2007年、2008年、2009年、2011年、2012年、2013年、2018年、2020年、2021年、2024年
- U-12世界盃少棒錦標賽：2015年、2017年（2019年移至亞太棒球場舉行）
- 黑豹旗全國高中棒球大賽：2014年

## 球場紀錄
- 時間最長之比賽：2009年10月24日的中華職棒20年總冠軍戰第六戰，統一獅對兄弟象，比賽時間為6小時14分，亦為中華職棒成立以來最久的比賽。[1][2]
- 局數最多之比賽：亦為中華職棒20年總冠軍戰第六戰，比賽局數為17局。[1][2]

## 球場免費接駁專車

### 平日
- 臺南火車站（雙層巴士站牌旁）⇔臺南市立棒球場（勞工育樂中心）
  - 往程：

平日16:30-18:30，每30-40分鐘一班
（視情況增減班次）
- - 返程：

比賽結束後30分鐘發車，僅發車一次
若人多會增開班次

### 假日
- 臺南火車站（雙層巴士站牌旁）⇔臺南市立棒球場 （勞工育樂中心）
  - 往程：15:00-17:00發，每30-40分鐘一班
  - 返程：比賽結束後30分鐘發車

## 交通資訊
- 大台南公車[3]：

| 編號 | 路線                                           | 營運業者 | 下車站             | 備註                                                                       |
| ---- | ---------------------------------------------- | -------- | ------------------ | -------------------------------------------------------------------------- |
| 0左  | 臺南火車站（北站）－臺南火車站（北站）         | 統聯客運 | 體育公園(臺南大學) | - 逆時針循環線（先經公園路）。                                             |
| 0右  | 臺南火車站（南站）－臺南火車站（南站）         | 統聯客運 | 體育公園(臺南大學) | - 順時針循環線（先經小東路）。                                             |
| 2    | 崑山科大－安平白鷺灣社區                       | 府城客運 | 南門路             | - 部分班次繞駛復華里。 - 部分班次延駛至三鯤鯓。 - 平日部分班次延駛至四草。 |
| 5    | 和順轉運站－市立醫院                           | 府城客運 | 體育公園(臺南大學) | - 部分班次延駛至大甲里。                                                   |
| 15   | 臺南市立圖書館－大成路口                       | 巨業交通 | 勞工中心           |                                                                            |
| 70左 | 永華市政中心（府前路）－永華市政中心（府前路） | 興南客運 | 體育公園(臺南大學) | - 逆時針循環線（先經健康路）。                                             |
| 70右 | 永華市政中心（府前路）－永華市政中心（府前路） | 興南客運 | 體育公園(臺南大學) | - 順時針循環線（先經中華北路）。                                           |

- 高雄市公車：

| 編號  | 路線                          | 營運業者 | 下車站             | 備註                     |
| ----- | ----------------------------- | -------- | ------------------ | ------------------------ |
| 239   | 茄萣站－臺南火車站            | 高雄客運 | 體育公園(臺南大學) |                          |
| 8046A | 臺南火車站（北站）→高鐵左營站 | 高雄客運 | 體育公園(臺南大學) | - 經文藻外語大學。       |
| 8046B | 高鐵左營站－臺南火車站        | 高雄客運 | 體育公園(臺南大學) | - 部分班次繞駛樹人醫專。 |

- 公共自行車YouBike2.0：
  - 臺南高商：88柱（步行3分）
  - 臺南大學（後校門）：33柱（步行4分）

## 圖片集

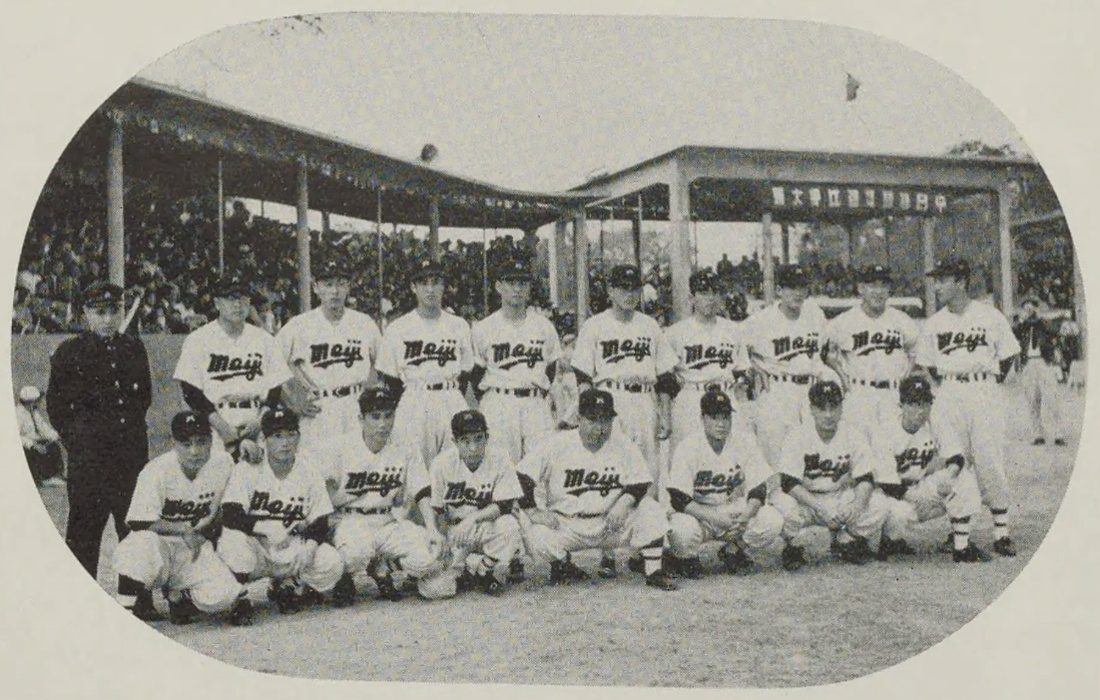
1956年的棒球場
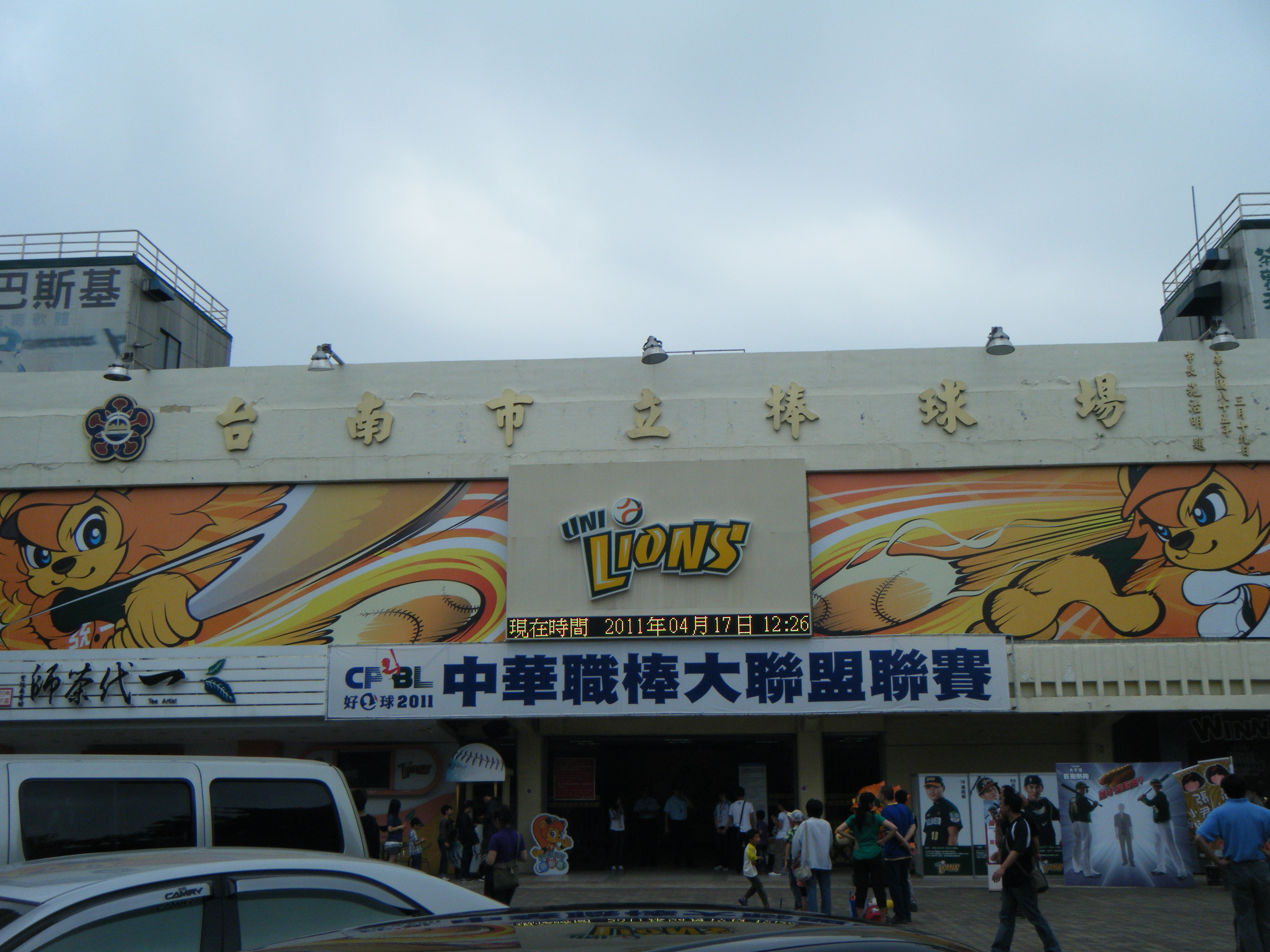
大門
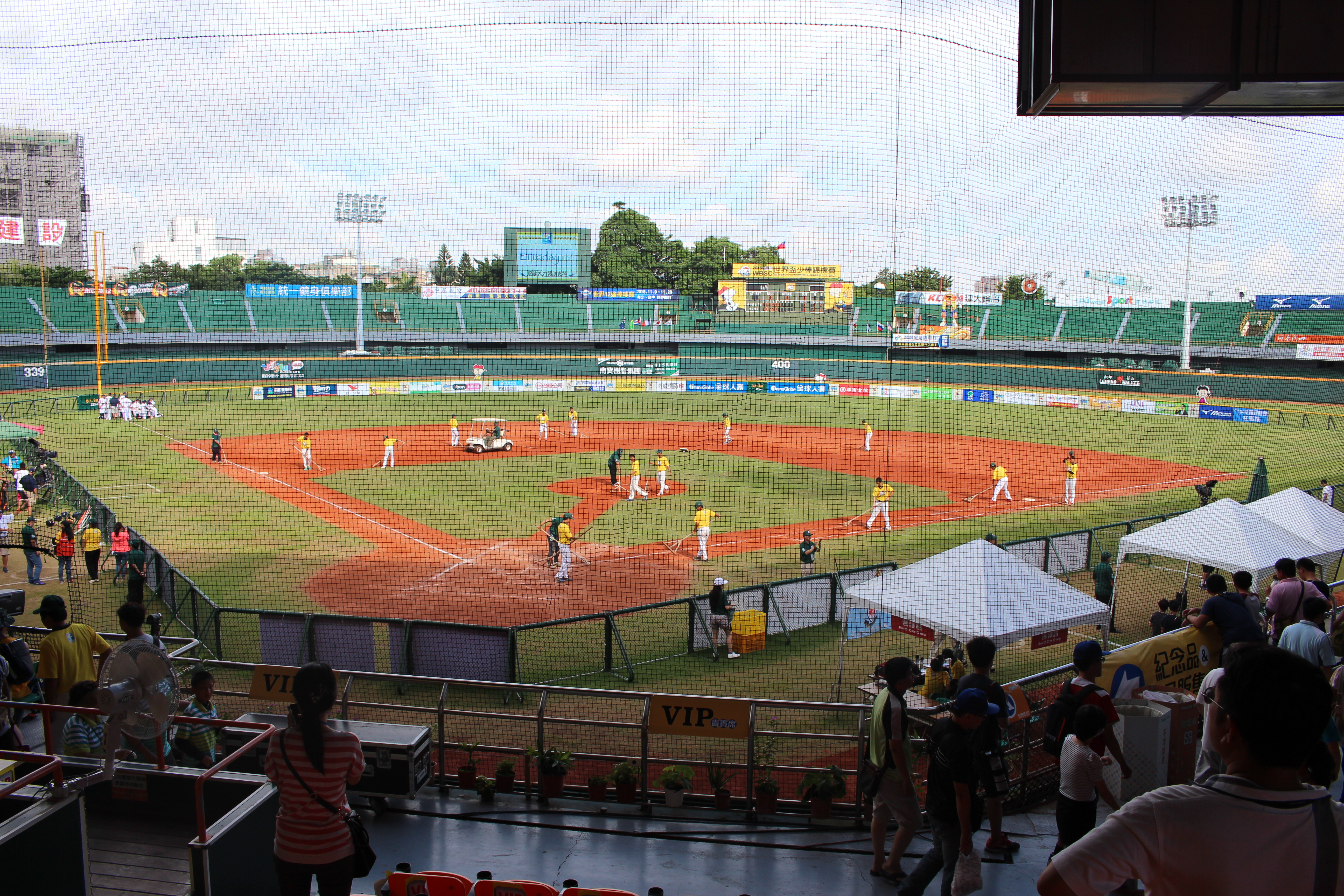
內野
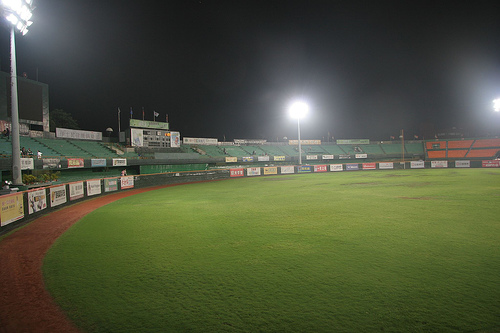
外野

## 外部連結
- 臺南市立棒球場在台灣棒球維基館上的頁面（繁體中文）
- 統一獅官方網站-臺南市立棒球場 （页面存档备份，存于）
- 中華職棒大聯盟全球資訊網-台南市立棒球場 （页面存档备份，存于）